# Lithostege elegans
Lithostege elegans là một loài bướm đêm trong họ Geometridae.